# ジャッド・ウィルソン

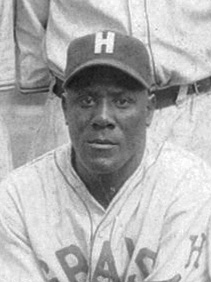
Ernest Judson Wilson

ジャッド・ウィルソン（Ernest Judson "Jud" Wilson, 1899年2月28日 - 1963年6月24日）は、1920～1940年代にアメリカ合衆国のニグロリーグで活躍していた野球選手。主なポジションは三塁手。バージニア州レミントン生まれ。右投げ左打ち。ニックネームの"Boojum"（ブージャム）は、彼の放ったライナーが外野フェンスにぶつかる音に由来するという。

## 来歴・人物
第一次世界大戦から帰還した1920年に、ボルチモア・ブラックソックスに入団して野球を始める。1923年のシーズンは打率.373を記録してリーグの首位打者となったのを初めとして、1927年には打率.408（首位打者）、1929年にはリーグ最多盗塁、また1930年には打率.372とリーグ最多の二塁打を記録するなど、ボルチモアの主力選手として活躍した。また1925年から1929年のシーズンオフにはキューバのウィンターリーグにも参加し、2度の4割超えを含む通算打率.372という記録も残している。
その後ホームステッド・グレイズやピッツバーグ・クロフォーズなどに在籍し、1933年からはフィラデルフィア・スターズに加わった。当時の選手兼任監督だったウェブスター・マクドナルドは、激しい闘争心の持ち主だったウィルソンをチームのキャプテンに任命した。この策は功を奏したのか、翌1934年にウィルソンは打率.412を打ちチームをリーグ制覇に導く。当時ジョシュ・ギブソンは自分より優れた打者はウィルソンだと言い、またサチェル・ペイジは、『対戦した中で最もアウトの取りにくい打者は彼とチノ・スミス』だと語っていたそうである。
1940年にホームステッド・グレイズに移籍。1945年に50歳を過ぎて引退するまでの6年間、グレイズはリーグを制覇し続けた。ウィルソン自身もグレイズ在籍時にはニグロ・ワールドシリーズに3度出場している。1963年にワシントンD.C.で死去。2006年にニグロリーグ特別委員会によりアメリカ野球殿堂入り。

## 記録・表彰等
- ニグロリーグでの通算打率：.345
- メジャーリーグとの対戦成績：通算打率.356